# Jan Bestry
Jan Bestry (ur. 18 maja 1954 w Szczecinie) – polski polityk, nauczyciel, matematyk, przedsiębiorca, poseł na Sejm V kadencji.

## Życiorys

### Wykształcenie i praca zawodowa
Z wykształcenia matematyk. W 1986 ukończył studia na Uniwersytecie Szczecińskim. Początkowo pracował w Polskich Kolejach Państwowych, w latach 80. był nauczycielem techniki w szczecińskiej szkole podstawowej.
W 1989 zajął się prowadzeniem własnej działalności gospodarczej w zakresie doradztwa podatkowego i doradztwa rolniczego oraz prowadzeniem gospodarstwa rolnego o powierzchni ponad 500 hektarów na Żuławach Wiślanych. Był też sędzią Międzynarodowej Unii Kolarskiej. W 1989 utworzył Stowarzyszenie Kupców Warszawskich. W 2002 był współtwórcą Krajowej Federacji Producentów Zbóż. Pełnił funkcję wiceprezesa Polskiego Związku Pracodawców-Usługodawców Rolnych. Był także współwłaścicielem i prezesem biura podróży.
Po 2007 powrócił do działalności biznesowej. Był m.in. prezesem zarządu spółki prawa handlowego Goop Poligrafia. Objął funkcję prezesa Warszawskiego Towarzystwa Cyklistów oraz prezesa WKS Legia Masters. Został także prezesem Krajowej Izby Gospodarczej Taksówkarzy.

### Działalność polityczna
W 2005 wstąpił do Samoobrony RP. W wyborach parlamentarnych w tym samym roku wybrany na posła do Sejmu V kadencji z okręgu bydgoskiego liczbą 6941 głosów. Przez rok był wiceprzewodniczącym Komisji Infrastruktury. Zasiadał też w Komisji Regulaminowej i Spraw Poselskich. Przewodniczył również dwóm podkomisjom: ds. budownictwa oraz gospodarki przestrzennej i mieszkaniowej, a także ds. ustawy o drogach krajowych.
We wrześniu 2006 został wykluczony z klubu parlamentarnego i partii Samoobrona RP. Dzień później wraz z siedmioma innymi posłami Samoobrony RP, dwójką posłów niezrzeszonych i członkami Narodowego Koła Parlamentarnego stworzył klub parlamentarny pod nazwą Ruch Ludowo-Narodowy, którego został przewodniczącym. Funkcję tę pełnił do listopada 2006. W grudniu tego samego roku wraz z trojgiem posłów wystąpił z klubu (który przestał w związku z tym istnieć) i założył koło o tej samej nazwie (od kwietnia 2007 do sierpnia 2007 działało ono jako Koło Posłów Bezpartyjnych). Po rozwiązaniu się koła był posłem niezrzeszonym. Nie kandydował w przedterminowych wyborach parlamentarnych w 2007. W 2015 został prezesem Związku Polskich Parlamentarzystów.